# Five Mile Township
Five Mile Township est un ancien township, situé dans le comté de Newton, dans le Missouri, aux États-Unis,.